# Neuer jüdischer Friedhof (Chodová Planá)
Koordinaten: 49° 53′ 11,2″ N, 12° 43′ 34,2″ O

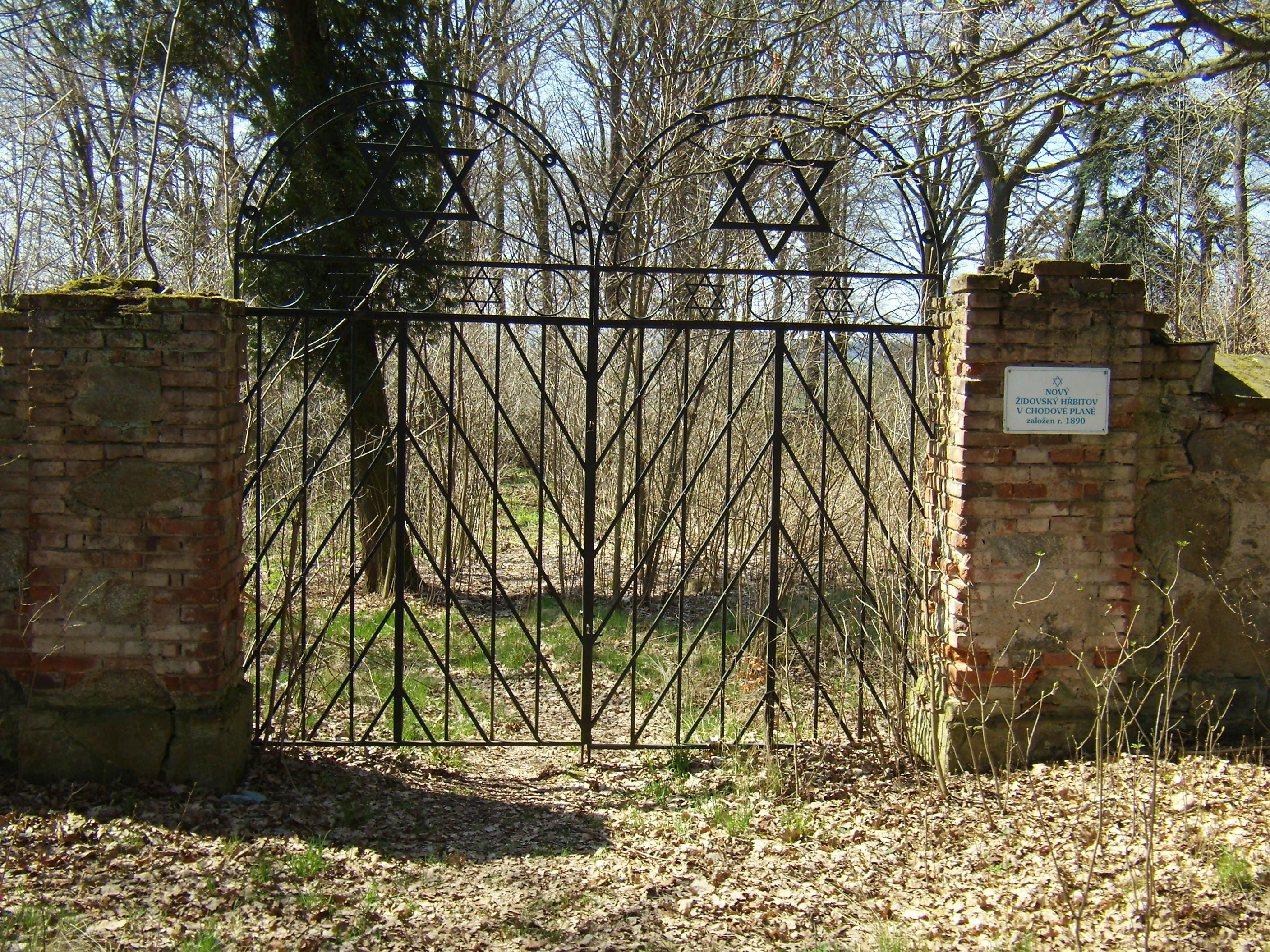
Eingang zum neuen jüdischen Friedhof in Chodová Planá

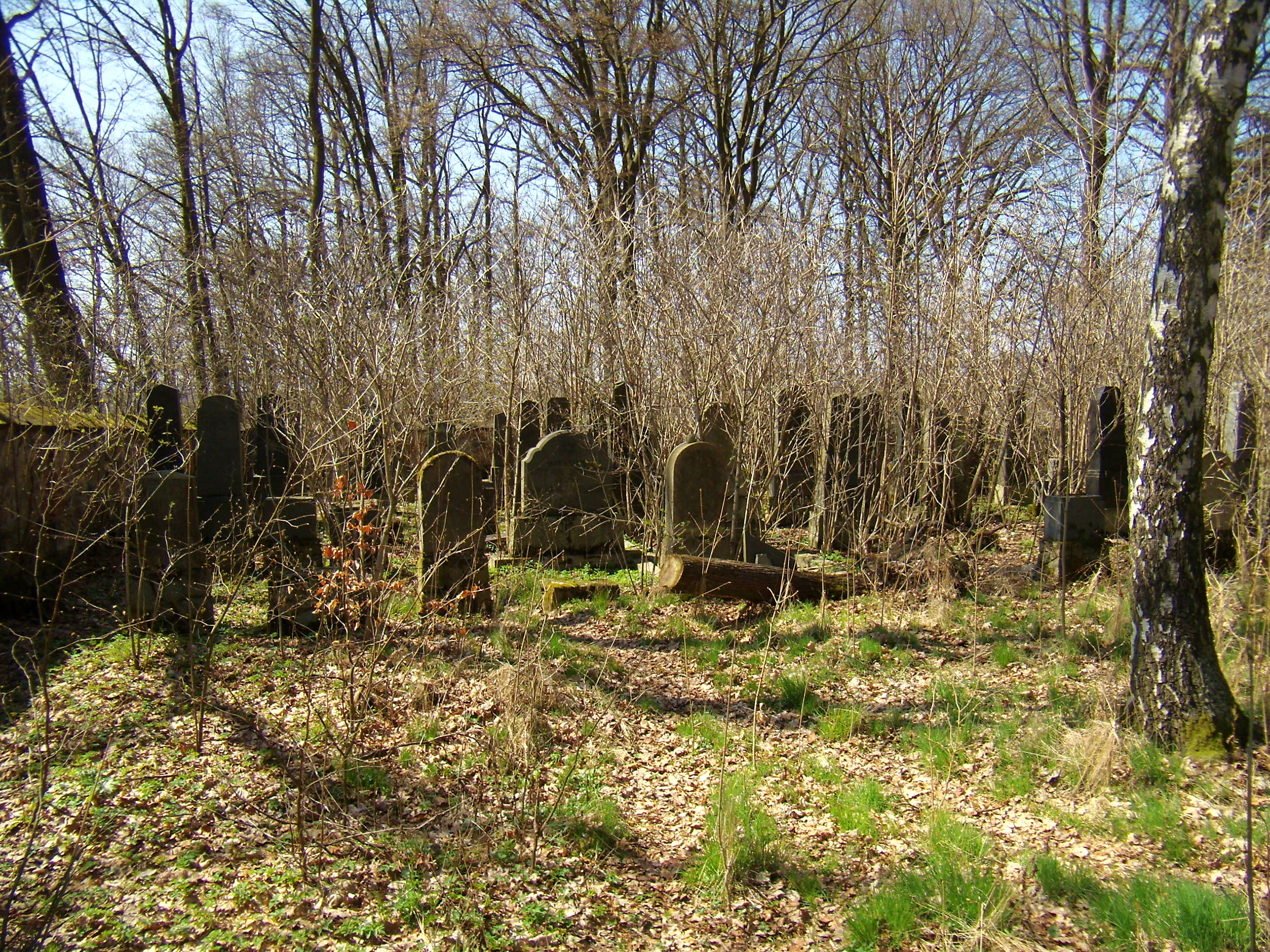
Ansicht

Der Neue jüdische Friedhof in Chodová Planá (deutsch Kuttenplan), einer Gemeinde im Okres Tachov in Tschechien, wurde Ende des 19. Jahrhunderts errichtet. Auf dem jüdischen Friedhof befinden sich heute noch circa 120 Grabsteine (Mazevot).